# Girl Scout Cookies

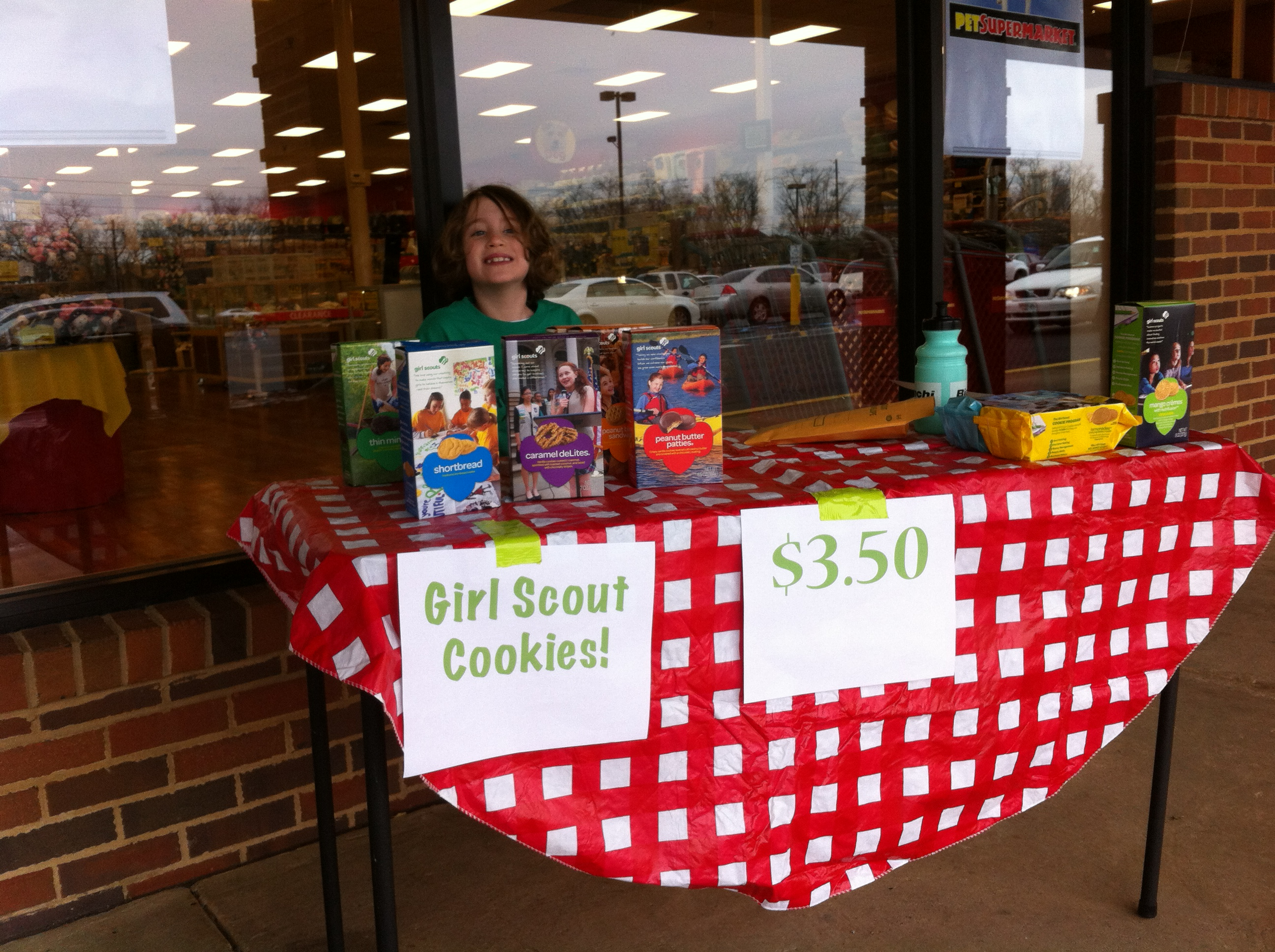
Skautka prodávající sušenky

Girl Scout Cookies jsou sušenky prodávané členkami Girl Scouts of the USA (GSUSA) jako jeden z hlavních zdrojů financí pro lokální skautské jednotky. Členky GSUSA prodávají sušenky za účelem fundraisingu od roku 1917. Dívky, které se zapojí do prodeje, mohou za své úsilí získat ocenění a úspěšné jednotky mohou získat pobídky. V roce 2007 byly prodeje odhadovány na 200 milionů krabic za rok.

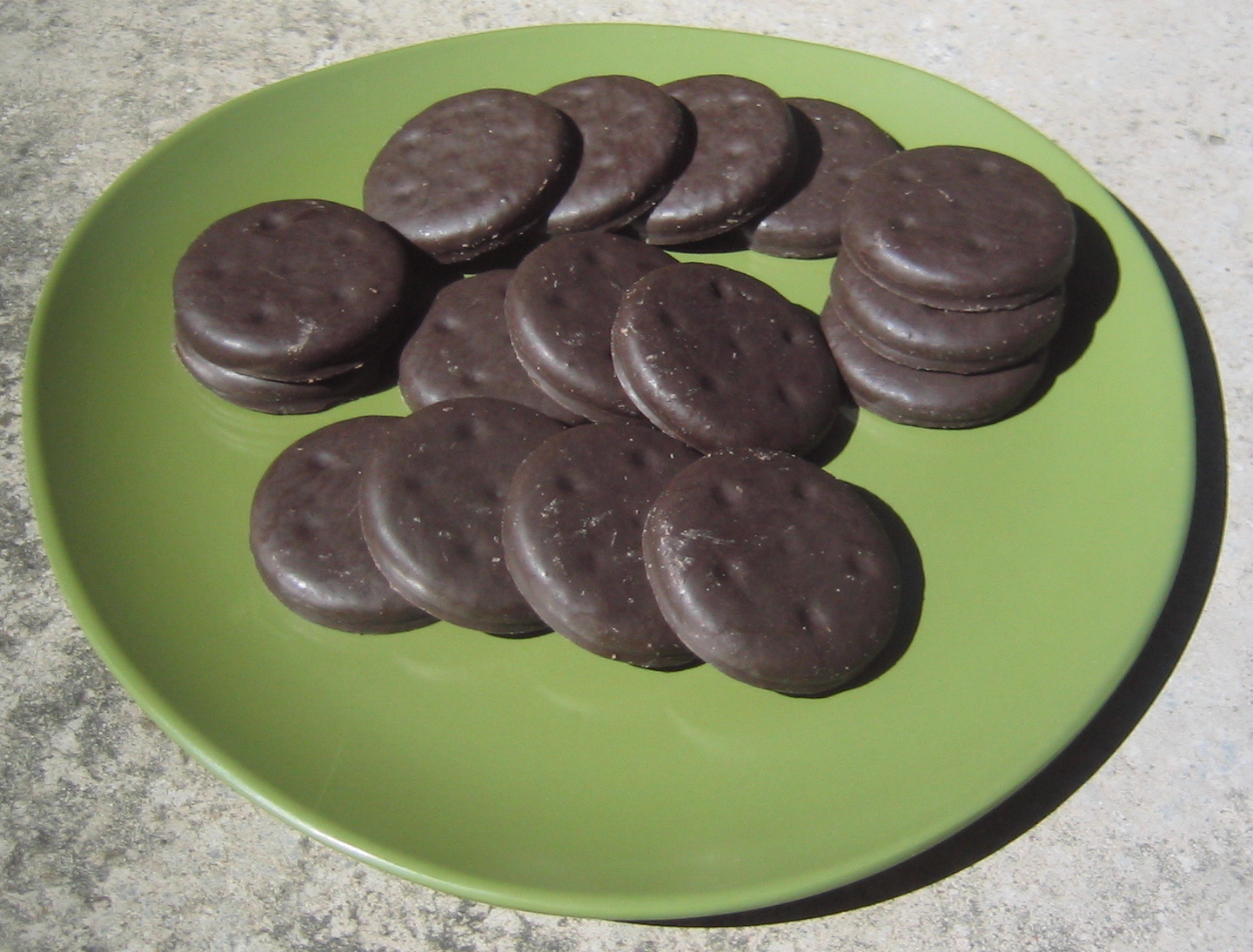
Nejprodávanější varianta sušenek – Thin Mints

V roce 2007, po změně receptury některých druhů sušenek, GSUSA oznámilo, že jejich sušenky obsahují méně než 0,5 gramu tuku transmastných kyselin na porci, což je limit stanovený Úřadem pro kontrolu potravin a léčiv (FDA) pro označení „zero trans fat“.
V září 2011, GSUSA zveřejnilo nová pravidla pro obsah palmového oleje v Girl Scout cookies platná pro sušenky v období 2012–13. Mimo tento závazek GSUSA oznámilo záměr koupit GreenPalm certifikát pro podporu udržitelné produkce palmového oleje. Certifikát nabízí palmový olej od výrobců, kteří dodržují pravidla sociální a environmentální odpovědnosti stanovené Kulatým stolem pro udržitelný palmový olej (RSPO).
Kanadské skautky z Girl Guides of Canada se touto tradicí nechali inspirovat a od roku 1927 podobným způsobem prodávají Girl Guide Cookies.